# Stadtbrücke Frankfurt (Oder)

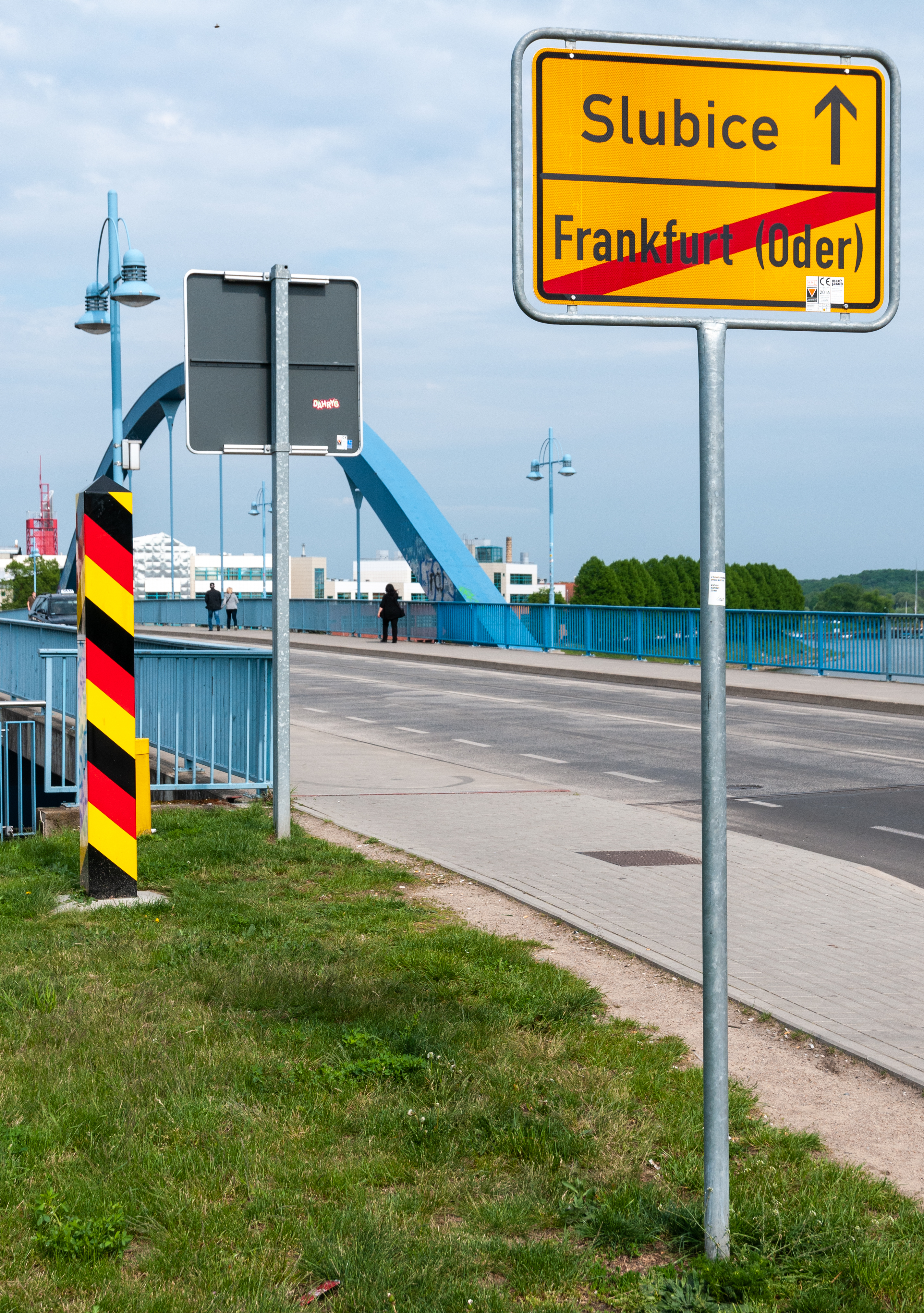
Grenzpfahl und Ortsschild auf der deutschen Seite

Die Stadtbrücke Frankfurt (Oder) ist ein Brückenbauwerk der Bundesstraße 5, das in Frankfurt (Oder) die Oder überspannt. Die Grenzbrücke befindet sich im Zuge des innerstädtischen Grenzübergangs zwischen Frankfurt und Słubice. Sie überspannt eine Oderpromenade, die Oderwasserstraße, eine Hafeneinfahrt und einen Überflutungsbereich. In der Schifffahrtsrinnenmitte der Oder verläuft die Staatsgrenze zwischen beiden Ländern, so dass sich zirka 70 % der Brücke auf polnischem Territorium befinden.
Auf der polnischen Seite heißt sie Grenzbrücke (pol. Most Graniczny).

## Geschichte

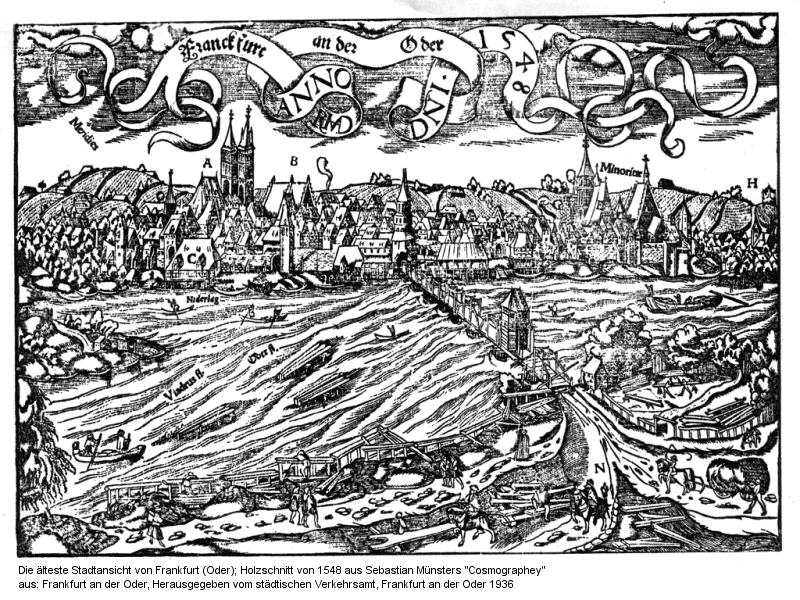
Holzbrücke von 1548, aus der Cosmographia von Sebastian Münster

Nachdem Johann I. Markgraf von Brandenburg Frankfurt 1253 die Stadtrechte verliehen hatte, wurde die erste Oderbrücke errichtet. Aufgrund der Lage an der Handelsstraße Paris–Berlin–Warschau–Moskau besaß die Stadt damit neben Breslau den einzigen Oderübergang von überregionaler Bedeutung. Allerdings zerstörten in den folgenden Jahrhunderten wiederholt Eisgang, Hochwasser oder Kriege die Holzbrücke an diesem Ort. Ab 1656 waren die Bewohner des Kiezes verpflichtet, die ersten drei Joche der Brücke nach der Stadt hin ständig eisfrei zu halten. Trotzdem zerstörte Eis die Brücke am 23. März 1771 und nach mehreren Dammbrüchen und Überschwemmungen wurden am 27. April 1785 Teile der Brücke weggerissen. 1786 begann man mit dem Bau einer neuen Brücke. Schon am 10. März 1805 wurde durch schweren Eisgang der Teil der Brücke zur Dammvorstadt hin zerstört und der Damm unterspült. Nach dem verlorenen Russlandfeldzug wurde die wiederhergestellte Holzbrücke im Februar 1813 von fliehenden französischen Truppen niedergebrannt. Der Neubau war 1819 fertiggestellt. Schon 1838 musste er umfangreich instand gesetzt werden. Der Verkehr nahm zu dieser Zeit rasant zu. Vor dem zu schmalen Brückendurchlass stauten sich flussauf- und flussabwärts die Raddampfer während sich bei geöffnetem Aufzug Wagen und Personen stauten.
Im Oktober 1890 beschloss die Stadtverordnetenversammlung Frankfurts einen Neubau. Erste Entwürfe kamen aus dem Stadtbauamt. Diese wurden jedoch von der Regierung nicht genehmigt. Der Auftrag ging an Wasserbauinspektor Eger aus Berlin. Am 1. April 1892 begannen unterhalb der letzten Holzbrücke, in der Flucht der Breiten Straße, die Bauarbeiten an einer massiven Bogenbrücke. Die Baukosten lagen bei 1.500.000 Mark. Die Stadt musste 360.000 Mark beisteuern. Am 19. Dezember 1895 wurde das neue Bauwerk über die Oder eingeweiht. Oberbürgermeister Adolph gab die mit Girlanden und Tannengrün geschmückte Brücke für den Verkehr frei. Gegenüber dem Vorgängerbau bestanden keine Einschränkungen mehr - es durften auch „Wagen mit Federn im Trab“ die Brücke überqueren. 1896 folgte der Abbruch der alten Holzbrücke. Ab Ende 1898 querte auch eine Straßenbahnlinie in die Dammvorstadt die Brücke. Ab Einführung einer Straßenbahn in Frankfurt am 23. Januar 1898 führte die Linie 1 (Bahnhof - Schützenhaus) über die Brücke. Am Ende des Zweiten Weltkriegs sprengten deutsche Truppen am 19. April 1945 5:29 Uhr die Gewölbebrücke. Eine Behelfsbrücke als Holzkonstruktion wurde von sowjetischen Truppen im Mai 1945 nördlich der zerstörten Brücke an der Lebuser Mauerstraße errichtet.
Ab 1951 wurde das Brückenbauwerk von 1895, jetzt als Grenzbrücke zwischen Deutschland und Polen, wiederaufgebaut. Der Neubau wurde als Balkenbrücke auf den alten Fundamenten beziehungsweise Pfeilern errichtet. Der Abbruch des westlichen Strompfeilers und Einbau einer stählernen Bogenbrücke verdoppelte die lichte Weite der Schifffahrtsrinne. Im Jahr 1952 war die Brücke fertiggestellt und erhielt den Namen Brücke der Freundschaft. Bis 1972 war die Grenzbrücke nur mit Sondergenehmigung oder offizieller Einladung passierbar. Am 1. Januar 1972 trat das Abkommen über den pass- und visafreien grenzüberschreitenden Verkehr zwischen der DDR und Polen in Kraft. Bis zur Kündigung des Abkommens zum 30. Oktober 1980 benutzten durchschnittlich 8000 Menschen täglich die Brücke. Nach dem 8. April 1991 mit der Einführung des visafreien Grenzverkehrs wurde die Grenzbrücke jährlich von rund acht Millionen Personen benutzt, 1995 waren es täglich 4360 Kraftfahrzeuge.
Der schlechte Bauzustand der Stadtbrücke machte Anfang des 21. Jahrhunderts einen kompletten Neubau mit 10,5 Millionen Euro Baukosten notwendig, der Ende 2000 begann und Ende 2002 abgeschlossen war. Die Brücke überspannt seitdem mit einer 9,0 m breiten Fahrbahn für drei Fahrstreifen und beidseitigen 2,8 m breiten Gehwegen mit fünf Öffnungen die Oder. Die Verkehrsbelastung beträgt zirka 5000 Kraftfahrzeuge am Tag.

## Konstruktion

### Brücke von 1819
Die 1819 fertiggestellte hölzerne Jochbrücke verfügte über einen acht Meter breiten Klappdurchlass.

### Brücke von 1895
Die erste massive Brücke war eine 264 m lange und 14,5 m breite Bogenbrücke, die mit acht gemauerten Gewölben und Pfeilerabständen von bis zu 34 m die Oder überspannte. Die acht Bögen hatten Spannweiten von 27 bis 31 Metern. Der tiefstgehende Pfeiler reichte 19 Meter in den Boden. Nachdem das Frühjahrshochwasser von 1893 ein fertiges Pfeilerfundament unterspült hatte, wurden die Pfeiler auf Senkkästen gegründet. Die vier Strompfeiler wurden mittels der Senkkästen bis zu einer Tiefe von etwa 12 Metern unter Niedrigwasser gegründet. Die anderen Pfeiler standen auf einer Betonsohle, die zum Teil auf Pfahlrosten lag.

### Brücke von 1952
Der 253 m lange Brückenzug besaß nur noch sieben Öffnungen und wurde auf den alten, aber erhöhten Pfeilern errichtet. Er bestand am westlichen Ufer aus einer Balkenbrücke mit 28,6 m Stützweite, es folgte eine Stabbogenbrücke mit 65,0 m Spannweite sowie fünf weitere Felder mit gevouteten Balkenquerschnitten und Stützweiten von 34,05 m, 34,05 m, 33,2 m, 31,4 m sowie 26,7 m. Die Balkenbrücken wiesen einen fünfstegigen Plattenbalkenquerschnitt aus Stahlbeton auf. Die stählerne Stabbogenbrücke hatte zwei Fachwerklängsträger und eine orthotrope Fahrbahnplatte.

### Brücke von 2002
Der Brückenzug besteht aus beidseitigen Vorlandbrücken und der Hauptbrücke.
Die Stützweiten der Balkenbrücke betragen für die fugenlose fünffeldrige Konstruktion 27,8 m, 75,0 m, 50,0 m, 50,0 m und 48,95 m, was eine Gesamtstützweite von 251,75 m ergibt. Der konstant 2,32 m hohe Fahrbahnträger ist ein Stahlverbund-Hohlkasten, mit einem 6,5 m breiten Untergurt als offener U-Querschnitt aus Stahl ausgebildet.
Die Hauptöffnung wird von einem durch zwei Bögen verstärkten Balken überbrückt. Die parabelförmigen Bögen sind senkrecht in einem Achsabstand von 16,1 m angeordnet und weisen eine maximale Höhe von 12,0 m über der Fahrbahn auf. Über diese wird der Hohlkasten von jeweils sechs Hängern, die aus Rundstahlprofilen bestehen, im Abstand von 8,6 m getragen. Die 1,1 m breiten Bögen besitzen luftdicht verschweißte rechteckige Kastenquerschnitte mit Höhen von 0,85 m im Bogenscheitel und 1,7 m im Bogenfuß.
Die neue Brücke wurde neben der alten Brücke errichtet und nach Abbruch der alten Konstruktion in deren Achse querverschoben. Dabei war der Grenzübergang zwei Wochen für Kraftfahrzeuge und zwei Tage für Fußgänger gesperrt.

### Bauliche Veränderungen

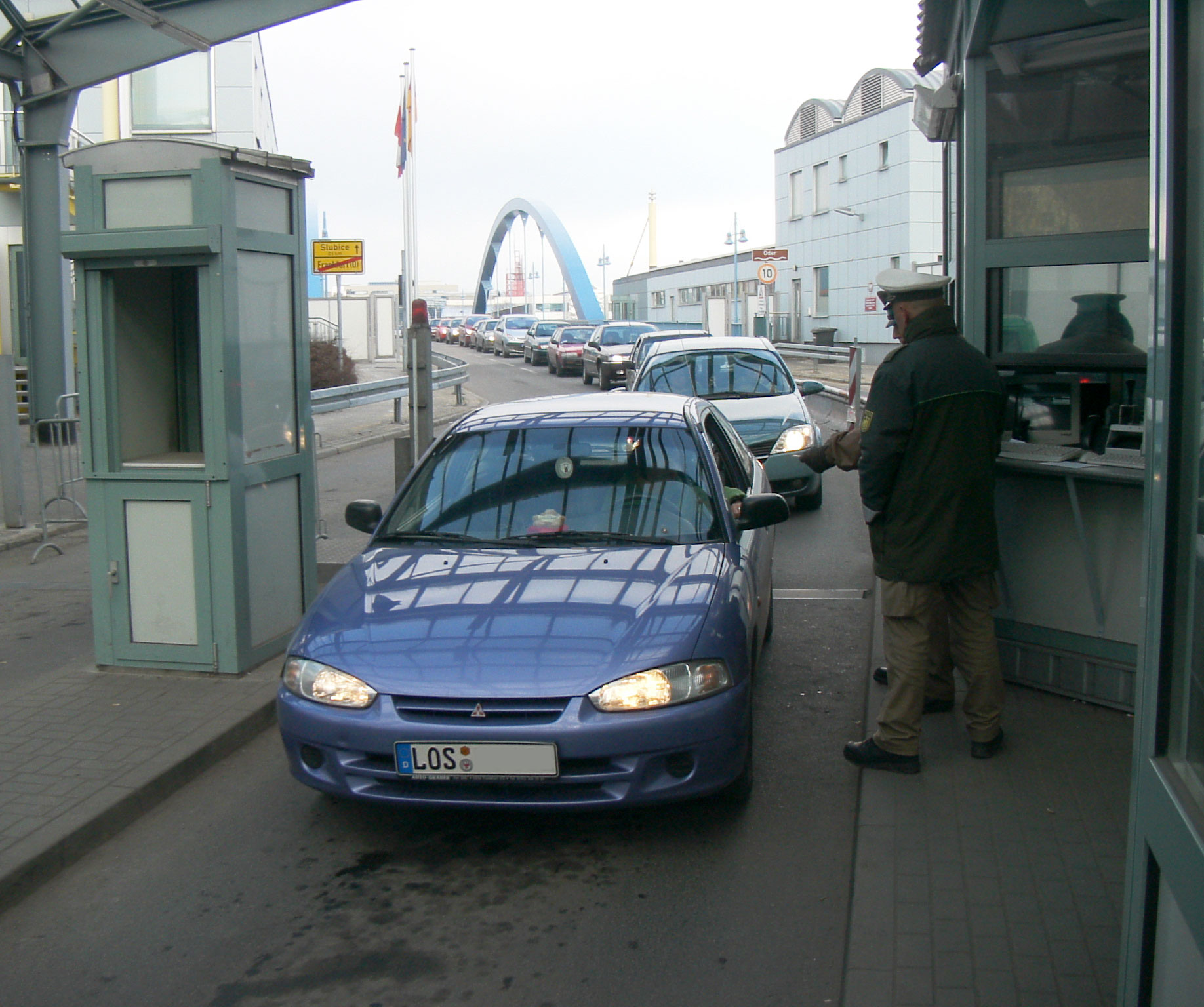
Grenzkontrolle 2006

Die Grenzabfertigungsgebäude auf der deutschen Seite sind inzwischen restlos beseitigt worden. 2014 wurde eine Fernwärmetrasse in den Brückenkasten eingebaut um jährlich jeweils 16.000 Megawattstunden Fernwärme zwischen den Kommunen auszutauschen.